# Baby on Baby
Baby on Baby è il primo album in studio del rapper statunitense DaBaby, pubblicato il 1º marzo 2019 dalla Interscope Records.

## Promozione
Il video musicale di "Baby Sitter" è stato pubblicato il 3 aprile 2019. Il video musicale di "Pony" è stato pubblicato il 20 maggio 2019.

### Singoli
Suge è stata pubblicata il 23 aprile 2019, come singolo principale dell'album. Il video musicale di "Suge" è stato rilasciato il 4 marzo 2019. Da allora la canzone ha raggiunto la posizione numero 7 nella classifica Billboard Hot 100 e al numero 5 nella classifica dei brani Hot R&B/ Hip-Hop. Il 15 maggio 2019, il singolo è stato certificato in oro dalla Recording Industry Association of America (RIAA) per le vendite di oltre 500 000 copie digitali negli Stati Uniti.
Baby Sitter è stato rilasciato  il 13 agosto 2019, come secondo singolo dell'album.

## Tracce
1. Taking it Out – 2:00
2. Suge – 2:43
3. Goin Baby – 2:21
4. Pony – 3:24
5. Deal Wit It – 1:08
6. Baby Sitter (feat. Offset) – 2:37
7. Celebrate (feat. Rich Homie Quan) – 3:12
8. Joggers (feat. Stunna 4 Vegas) – 2:13
9. Carpet Burn – 1:42
10. Best Friend (feat. Rich the Kid) – 3:06
11. Tupac – 1:54
12. Backend – 2:46
13. Walker Texas Ranger – 2:30